# Габрилович, Евгений Иосифович
Евге́ний Ио́сифович (Осипович) Габрило́вич (17 [29] сентября 1899, Воронеж, Российская империя — 5 декабря 1993, Москва, Россия) —  русский писатель, драматург и сценарист. Герой Социалистического Труда (1979). Заслуженный деятель искусств РСФСР (1969). Народный артист Латвийской ССР. Лауреат Сталинской премии второй степени (1943) и двух Государственных премий СССР (1967, 1983).

## Биография
Родился 17 (29) сентября 1899 года в Воронеже в семье аптекаря Иосифа (Осипа) Густавовича Габриловича (1871—1946), магистра фармации, выпускника Дерптского университета, управлявшего отцовскими аптеками в Воронеже и Москве. Дед — доктор фармации Гирш Иосифович (Герман Осипович, Густав Осипович) Габрилович (1846—?), уроженец Россиен из купеческой третьей гильдии семьи, был провизором и владельцем аптек в Вильямполе (Ковно, в 1860-е годы), Минске, и впоследствии в доме И. М. Коровина на Петровке в Москве (и жил с женой Ольгой Лейзеровной (Лазаревной) Габрилович там же).
Учился в Воронежском реальном училище, после переезда семьи в Москву — в частной гимназии. В 1919 году поступил на юридический факультет Московского университета, где проучился два года.
В 1919 году участвовал во Всероссийской федерации анархической молодёжи (ВФАМ) и регулярно писал статьи для еженедельника «Жизнь и творчество русской молодёжи». В 1921 году его статьи и проза также появлялись в журнале «Через социализм к анархо-универсализму». Входил в литературную группу экспрессионистов, вместе с Борисом Лапиным, Сергеем Спасским и Ипполитом Соколовым выпустил сборник стихов «Экспрессионисты» (1921), позднее стал участником Литературного центра конструктивистов.
В 1922–1924 годах играл на рояле в ансамбле В. Я. Парнаха, так называемом «Первом в РСФСР эксцентрическом оркестре джаз-банд Валентина Парнаха». С 1924 года пять лет был пианистом сценического джаз-оркестра Театра имени Мейерхольда.
В 1929 году стал очеркистом газеты «Вечерняя Москва». С 1932 года работал в газетах «Правда» и «Известия». Писал статьи об индустриальном строительстве и коллективизации. Один из авторов книги «Беломорско-Балтийский канал имени Сталина» (1934). В 1934 году был принят в Союз писателей СССР.
Первый киносценарий Габриловича «Потонувшие львы», написанный в соавторстве с Александром Мачеретом и Юлием Райзманом, не был поставлен. Это лирико-эксцентрическая комедия об иностранных пассажирах советского парохода. В 1936 году Габрилович вместе с Райзманом написал сценарий по мотивам своей повести «Тихий Бровкин». Фильм получил название «Последняя ночь». Впоследствии работа Габриловича в кино была больше всего связана с именами двух режиссёров – Райзмана и Ромма.
С июня 1941 года служил специальным военным корреспондентом газеты «Красная звезда». В 1943 году передал в фонд обороны Сталинскую премию, полученную за сценарий фильма «Машенька». Демобилизован в марте 1949 года в звании подполковника.
В ходе кампании по борьбе с космополитизмом был раскритикован как председатель комиссии по кинодраматургии, утративший бдительность.

Этого было достаточно, чтобы я лишился работы в газетах, журналах и радио примерно на год. Все рассказы мои, уже принятые, были мне тут же возвращены. Ничто, написанное мною, не печаталось. Почти никто не звонил — ни мне, ни моей жене, никто не заходил к нам.
С 1948 года преподавал на сценарном факультете Всесоюзного государственного института кинематографии, с 1962 года – профессор. В 1960–1967 и 1974–1976 годах руководил сценарными мастерскими на Высших курсах сценаристов и режиссёров.
Указом Президиума Верховного Совета СССР от 24 октября 1979 года за большие заслуги в развитии советского киноискусства удостоен звания Героя Социалистического Труда с вручением ордена Ленина и золотой медали «Серп и Молот».
Последние десять лет жил в Доме ветеранов кино в Матвеевском. Умер 5 декабря 1993 года. Похоронен в Москве на Новодевичьем кладбище.

### Семья
Жена — Нина Яковлевна Габрилович (1903—1973), актриса. Сыновья — Юрий Евгеньевич Габрилович (1924 — 04.07.1938); Алексей Евгеньевич Габрилович (1936—1995), кинорежиссёр.
Двоюродные братья отца — Николай Габрилович, председатель Российского общества врачей-гомеопатов; Осип Габрилович, пианист и дирижёр; Иван Габрилович, врач; Леонид Габрилович (Галич), критик и философ; Борис Шаскольский, провизор.

## Награды и премии
- Герой Социалистического Труда (24.10.1979)
- два ордена Ленина (4.11.1967, 24.10.1979)
- орден Октябрьской Революции
- орден Отечественной войны I степени (11.03.1985)
- орден Отечественной войны II степени (28.08.1945)
- два ордена Трудового Красного Знамени (14.04.1944; 12.01.1960)
- медали
- Сталинская премия второй степени (1943) — за сценарий фильма «Машенька» (1942)[13]
- Государственная премия СССР (1967) — за сценарий фильма «Ленин в Польше»
- Государственная премия СССР (1983) — за сценарий фильма «Ленин в Париже»
- Национальная премия Германской Демократической Республики (1971) — за фильм «На пути к Ленину» (1970)
- кинопремия «Ника» (1989)
- народный артист Латвийской ССР
- заслуженный деятель искусств РСФСР (1969)

## Произведения
- Избранные произведения: в 3 т. — М., 1982—1983.

### Драматургия
- Одна жизнь[14]. — по роману Н. Островского «Как закалялась сталь», постановка - Вс. Мейерхольд, 1937.
- Братья. — М., 1938 в соавторстве с А. Егоровым
- Мечта: [сценарий; 1941 г.] // Ромм М. Избранные произведения. — М., 1981.
- Машенька: Литературный сценарий. — М., 1942.
- Человек № 217: сценарий. — М., 1943. — (Библиотека кинодраматургии). в соавторстве с М. Роммом
- Коммунист: сценарий. — М.: Искусство, 1958. — (Библиотека кинодраматургии).
- Книга сценариев. — М., 1959.
- Всё, что я знаю о Кройкове: литературный сценарий фильма «В трудный час». — М., 1961. — (Библиотека кинодраматургии).
- Киноновеллы: Сценарии короткометражных фильмов. — М., 1961.
- Твой современник. — М., 1969. — (Библиотека кинодраматургии). в соавторстве с Ю. Райзманом
- По велению совести: Современная история. — М., 1967.
- Шутник: Пьеса. — М., 1971 в соавторстве с С. Г. Розеном
- В огне брода нет; Начало. — М., 1972 (Библиотека кинодраматургии). — в соавторстве с Г. А. Панфиловым
- Монолог: киносценарий. — М.: Искусство, 1974. — (Библиотека кинодраматургии).
- Счастливый Шурик: пьеса. — М., 1974. в соавторстве с С. Г. Розеном
- Странная женщина: киносценарий. — М.: Искусство, 1979. — (Библиотека кинодраматургии)
- Композиция из четырёх фигур: Вполне житейская история в 2-х действиях / Отв. ред. В. Губин. — М.: ВААП-Информ, 1981. в соавторстве с С. Г. Розеном
- Кинотрилогия о Ленине. — М.: Прогресс, 1985. в соавторстве с С. Юткевичем
- Пятая четверть. — М., 1985.

### Проза
- Отрывок из рассказа // Через социализм к анархо-универсализму: Печатный орган Московской секции анархистов-универсалистов (интериндивидуалистов). — М., 1921. — № 2.
- Смерть: повесть // Октябрь. — 1929. — № 8.
- Ошибки, дожди и свадьбы. — М.: Федерация, 1930.
- Поездка в Конск. — М., 1932. — (Библиотека журнала «Огонёк»; № 50).
- Четыре рассказа. — М.: Федерация, 1932.
- Прощание: рассказы. — М.: Советская литература, 1934.
- Деревня: рассказы. — М.: Гослитиздат, 1935.
- Тихий Бровкин. — М.: Гослитиздат, 1936.
- Муж: рассказы. — М., 1939. (Библиотека журнала «Огонёк»; № 28).
- Вблизи линии фронта: очерки. — М., 1941. — (Библиотека краснофлотца); Иркутск, 1942.
- Машино сердце. — М.: Молодая гвардия, 1942.
- Дорога на Запад. — М., 1942.
- Под Москвой. — М.: Военмориздат, 1943; — Магадан, 1943.
- Кино и литература. — М., 1965. — (Библиотека кинозрителя).
- О том, что прошло. — М.: Искусство, 1967.
- Четыре четверти. — М., 1975. (Мемуары кинематографистов).
- Рождение века: рассказы. — М., 1978.
- Приход луны: Киносценарий. — М.: Искусство, 1987.
- Свой, но не вовсе. — М., 1991.
- Последняя книга. — М., 1996.

## Фильмография
- 1936 — Последняя ночь — совместно с Ю. Я. Райзманом
- 1941 — Мечта — совместно с М. И. Роммом
- 1942 — Машенька — режиссёр Ю. Райзман
- 1942 — Чудесная скрипка (в составе х/ф «Музыкальный киносборник») — совместно с Н. Н. Шпановым, режиссёр — А. В. Ивановский
- 1943 — Два бойца — режиссёр Л. Луков
- 1944 — Человек № 217 — совместно с М. И. Роммом
- 1953 — Над Неманом рассвет — совместно с Юозасом Балтушисом, режиссёр Александр Файнциммер
- 1955 — Урок жизни — режиссёр Ю. Я. Райзман
- 1956 — Убийство на улице Данте — совместно с М. И. Роммом
- 1957 — Коммунист — режиссёр Ю. Райзман
- 1957 — Рассказы о Ленине — совместно с М. Вольпиным, Н. Эрдманом, режиссёр С. Юткевич
- 1960 — Воскресение — при участии М. Швейцера
- 1961 — В трудный час — режиссёр И. Горин
- 1965 — Ленин в Польше — совместно с С. Юткевичем
- 1967 — Твой современник — совместно с Ю. Райзманом
- 1967 — В огне брода нет — совместно с Г. Панфиловым
- 1967 — Софья Перовская — совместно с Л. Арнштамом
- 1969 — На пути к Ленину — совместно с Г. Байерлем, Г. Фишером, Г. Райшем
- 1970 — Начало — совместно с Г. Панфиловым
- 1972 — Монолог — режиссёр И. Авербах
- 1973 — Товарищ генерал — совместно с Т. Вульфовичем, М. Колосовым, режиссёр Т. Вульфович
- 1975 — Повторная свадьба — совместно с С. Розеном, режиссёр Г. Г. Натансон
- 1977 — Прыжок с крыши — совместно с С. Розеном, режиссёр В. Григорьев
- 1978 — Странная женщина — режиссёр Ю. Райзман
- 1980 — Поздние свидания — совместно с А. Габриловичем, режиссёр В. Григорьев
- 1981 — Ленин в Париже — совместно с С. Юткевичем, режиссёр С. Юткевич
- 1981 — Подснежники и эдельвейсы — режиссёры Л. Григорян, Г. Саакян
- 1982 — Долгая дорога к себе — совместно с С. Розеном, режиссёр Н. Трощенко
- 1987 — Приход луны — совместно с А. Габриловичем, режиссёр Ю. Швырёв
- 1988 — Полёт птицы — по повести Е. Габриловича «Платок на стене», режиссёр В. Григорьев

## Участие в фильмах
- 1986 — Кино нашего детства — д/ф, сценарист А. Марьямов, режиссёр А. Габрилович
- 1987 — Евгений Габрилович. Писатель экрана — д/ф, сценарист А. Габрилович, режиссёр В. Лещинский
- 1989 — В поисках правды — д/ф, сценарист, режиссёр Пётр Сатуновский
- 1990 — Евгений Габрилович. Объяснение в любви — д/ф, сценарий Ю. Богомолова, режиссёр Н. С. Тихонов  видео
- 1990 — Евгений Габрилович. Я вспоминаю… — д/ф, сценарист Ю. Богомолов, режиссёр Н. С. Тихонов  видео

## Память

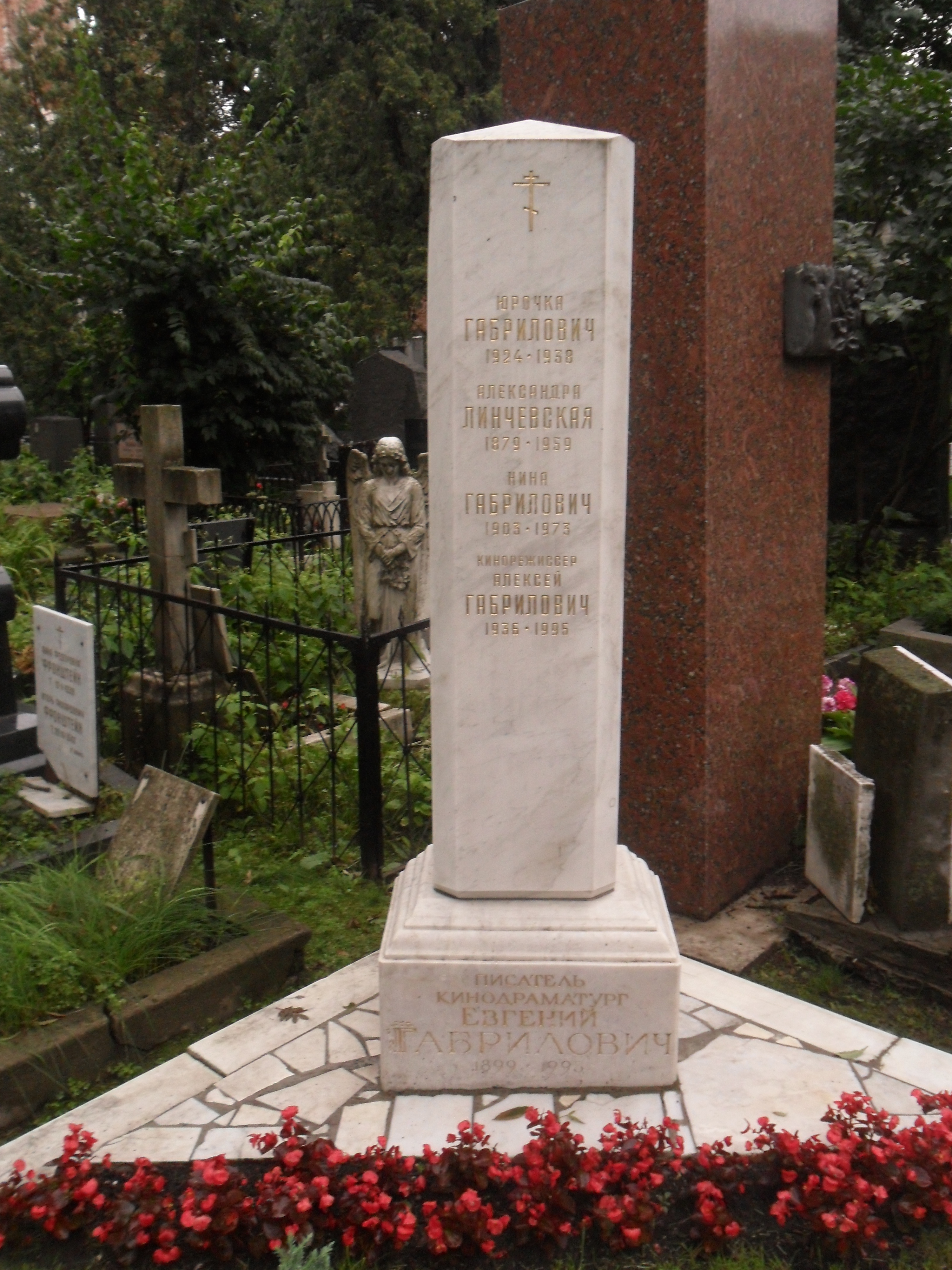
Могила Габриловича на Новодевичьем кладбище

- т/ф «Последний автограф» (из цикла передач, 1998, реж. Олег Корвяков, опер. Игорь Мордмилович) — последние прижизненные воспоминания Евгения Габриловича в форме бесед с сыном, А. Е. Габриловичем.